# 圣马丹莱吉永
圣马丹莱吉永（法語：Saint-Martin-l'Aiguillon，法語發音：[sɛ̃ maʁtɛ̃ lɛɡɥijɔ̃] ⓘ）是法国奥恩省的一个市镇，属于阿朗松区。

## 地理
圣马丹莱吉永（48°36'58"N, 0°10'32"W）面积14.61 平方千米，位于法国诺曼底大区奧恩省，该省份为法国西北部内陆省份，北起顺时针与卡爾瓦多斯省、厄尔省、厄尔-卢瓦省、萨尔特省、马耶讷省和芒什省接壤。
与圣马丹莱吉永接壤的市镇（或旧市镇、城区）包括：拉讷、卡鲁日、勒尚德拉皮埃尔、茹埃迪布瓦、圣玛格丽特-德卡鲁日、圣玛丽拉罗贝尔、维约蓬。
圣马丹莱吉永的时区为UTC+01:00、UTC+02:00（夏令时）。

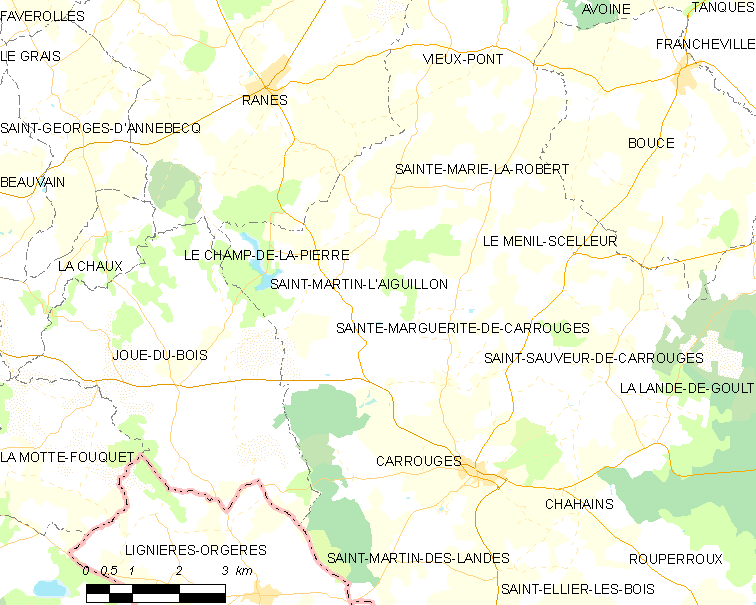
圣马丹莱吉永的OSM定位图

## 行政
圣马丹莱吉永的邮政编码为61320，INSEE市镇编码为61427。

## 政治
圣马丹莱吉永所属的省级选区为马尼勒代塞尔县。

## 人口

1962-2008年间圣马丹莱吉永人口变化图示

圣马丹莱吉永于2022年1月1日时的人口数量为186人。